# Aponévrotomie
L'aponévrotomie (du grec [aponeúrôsis] : aponévrose, et [tomê] : section) est une intervention chirurgicale consistant à la section de l'aponévrose. L'aponévrose est une membrane fibreuse qui entoure les masses musculaires et sépare les muscles entre eux. Cette procédure qu'est l'aponévrotomie est préconisée dans le traitement du syndrome des loges.  